# Dicymolomia julianalis
Dicymolomia julianalis là một loài bướm đêm trong họ Crambidae.